# Палац еміра Бухарського
Палац еміра Бухарського — палацовий ансамбль у місті Ялта на території санаторію «Ялта» ЧФРФ.

## Історія
Будівля розташована над Приморським парком Ялти. Зведена архітектором Н. Г. Тарасовим з керченського каменю в мавританському стилі на ділянці, яку придбав у 1898 році емір Бухарський — Сеїд Абдул Ахан Хан. Він заклав на ній парк, а також 4 будови, з яких до наших днів дожив лише палац. Палац був побудований протягом чотирьох років (1907–1911), ставши резиденцією еміра Бухари на південному березі Криму. Міська влада Ялти відзначили заслуги Еміра перед містом. Він був удостоєний честі бути почесним громадянином міста, також одна з вулиць Ялти мала його ім'я.
В архітектурі двоповерхового корпусу поєднуються прямокутні та напівкруглі форми, портики і тераси, лоджії і бельведери. Доповнюють мавританський стиль палацу й ажурне різьблення колон із вишуканими капітелями, балюстрадами, а також обрамлення підковоподібних вікон і зубчастого парапету над карнизом.
Садиба, яку сам емір Бухарський назвав «Дількушо» (узб. — «Чарівний»), залишалася в його власності (до смерті в 1911 році) і його старшого сина — Сеїд-Мир-Алем-Джань-Тетеря — до 1917 року. Після встановлення Радянської влади будівлю було націоналізовано. 25 березня 1921 тут був відкритий Східний музей Ялти. За Постановою Президії Кримського ЦВК від 23 травня 1924 палац був переданий у вічне користування трудящим Узбекистану, де почав працювати санаторій «Узбекистан». У 1924—1927 роках тут розташовувався будинок відпочинку. У 1927—1969 — протитуберкульозний санаторій. 1969-го року санаторій був перепрофільований у нервово-соматичний.
Будівля палацу сильно постраждала у роки Німецько-радянської війни. Були знищені аеросолярій і метеостанція. Значні втрати зазнав парк. На початку 1970-х років крім відновлювальних робіт проводилися ремонтні та реставраційні роботи. В даний час — це корпус № 8 закритого санаторію «Ялта», де знаходиться його бібліотека.